# Lena Endre
Lena Endre (Lidingö, 8 de julho de 1955) é uma atriz sueca, conhecida por seus papéis no filme Trolösa de Liv Ullmann, e na minissérie Millennium, baseada no trio homônimo de livros de Stieg Larsson. Internacionalmente, ela apareceu no filme The Master, de Paul Thomas Anderson, estrelado por Joaquin Phoenix e Philip Seymour Hoffman.

## Filmografia
| Ano       | Título                                             | Papel                   | Notas                                              |  |
| --------- | -------------------------------------------------- | ----------------------- | -------------------------------------------------- |  |
| 1984      | The Inside Man                                     | Astrid                  |                                                    |  |
| 1987      | Mio in the Land of Faraway                         | Sra. Lundin             | Versão sueca; Voz                                  |  |
| 1987-1988 | Varuhuset                                          | Ingrid                  | 29 episódios                                       |  |
| 1988      | Vendetta i en etta                                 | Eva                     | Curta-metragem                                     |  |
| 1988      | The Visitors                                       | Sara                    |                                                    |  |
| 1988      | Kråsnålen                                          | Monika Nilsson          | 5 episódios                                        |  |
| 1989      | Istanbul                                           | Ingrid                  |                                                    |  |
| 1989      | Lorry                                              | Elenco                  | 6 episódios                                        |  |
| 1990      | Pelle flyttar till Komfusenbo                      | Mãe                     |                                                    |  |
| 1992      | The Best Intentions                                | Frida Strandberg        |                                                    |  |
| 1992      | Sunday's Children                                  | Karin Bergman           |                                                    |  |
| 1993      | Den ena kärleken och den andra                     | Tini                    |                                                    |  |
| 1993      | Hedda Gabler                                       | Hedda Gabler            |                                                    |  |
| 1994      | Yrrol                                              | Mulher no funeral       |                                                    |  |
| 1995      | Kristin Lavransdatter                              | Eline Ormsdatter        |                                                    |  |
| 1996      | Jerusalem                                          | Barbro                  |                                                    |  |
| 1996      | Juloratoriet                                       | Solveig Nordensson      |                                                    |  |
| 1996      | The Return of Jesus, Part II                       | Papel desconhecido      |                                                    |  |
| 1997      | Expectations                                       | Margareta               |                                                    |  |
| 1997      | Run for Your Life                                  | Ingrid                  |                                                    |  |
| 1997      | Unmarried Couples: A Comedy That Will Break You Up | Marie                   | Título sueco: Ogifta par – en film som skiljer sig |  |
| 1997      | In the Presence of a Clown                         | Märta Lundberg          |                                                    |  |
| 1998      | Från regnormarnas liv                              | Hanne Louise Heiberg    |                                                    |  |
| 1998      | Sanna ögonblick                                    | Viivi                   |                                                    |  |
| 1998      | The Eye                                            | Ingrid                  | Título sueco: Ogat                                 |  |
| 1999      | Fatimas tredje hemlighet                           | Poetisa                 | Curta-metragem                                     |  |
| 1999      | Jävla Kajsa                                        | Bettan                  | 6 episódios                                        |  |
| 2000      | The Birthday                                       | Ingrid                  |                                                    |  |
| 2000      | Faithless                                          | Marianne                |                                                    |  |
| 2000      | Gossip                                             | Rebecca Olsson-Frigårdh |                                                    |  |
| 2002      | Music for Weddings and Funerals                    | Sara                    | Título sueco: Musikk for bryllup og begravelser    |  |
| 2002      | Everybody Loves Alice                              | Anna                    | Título sueco: Alla älskar Alice                    |  |
| 2003      | Voice of Silence                                   | Papel desconhecido      | Título sueco: Tystnadens röst; Curta-metragem      |  |
| 2004      | Three Suns                                         | Hanna Ride              | Título sueco: Tre solar                            |  |
| 2004      | Aftermath                                          | Vivi                    | Título sueco: Lad de små børn...                   |  |
| 2004      | Day and Night                                      | Anna                    | Título sueco: Dag och natt                         |  |
| 2005      | Harry's Daughters                                  | Marie                   | Título sueco: Harrys döttrar                       |  |
| 2006      | Göta kanal 2 – Kanalkampen                         | Vonna                   |                                                    |  |
| 2008      | Himlens Hjärta                                     | Susanna                 |                                                    |  |
| 2009      | Angel                                              | Papel desconhecido      | sem crédito                                        |  |
| 2009      | The Girl with the Dragon Tattoo                    | Erika Berger            | Título sueco: Män som hatar kvinnor                |  |
| 2009      | The Girl Who Played with Fire                      | Erika Berger            | Título sueco: Flickan som lekte med elden          |  |
| 2009      | The Girl Who Kicked the Hornets' Nest              | Erika Berger            | Título sueco: Luftslottet som sprängdes            |  |
| 2009-2010 | Wallander                                          | Katarina Ahlsell        | 13 episódios                                       |  |
| 2010      | Millennium                                         | Erika Berger            | 6 episódios                                        |  |
| 2010      | Limbo                                              | Charlotte               |                                                    |  |
| 2011      | With Every Heartbeat                               | Elisabeth               | Título alternativo: Kiss Me; também produtora      |  |
| 2012      | The Master                                         | Sra. Solstad            |                                                    |  |
| 2012      | Coacherna                                          | Carina                  | 5 episódios                                        |  |
| 2013      | Echoes from the Dead                               | Julia Davidsson         |                                                    |  |
| 2014      | Viva Hate                                          | Mãe de Daniel           | 3 episódios                                        |  |
| 2015-2016 | Acquitted                                          | Eva Hansteen            | Título sueco: Frikjent; 18 episódios               |  |
| 2016      | Senses                                             | Helen                   | Curta-metragem                                     |  |
| 2017      | A Hustler's Diary                                  | Lena                    | Título sueco: Måste gitt                           |  |
| 2017      | Die kleine Figur                                   | Louise Trolle af Bonde  | Curta-metragem                                     |  |
| 2017      | Kingsman: The Golden Circle                        | Rainha da Suécia        |                                                    |  |
| 2020      | Min pappa Marianne                                 | Eva                     |                                                    |  |
| 2020      | Thin Ice                                           | Elsa Engström           | 6 episódios                                        |  |